# Micropachycephalosaurus
Micropachycephalosaurus ist eine wenig bekannte Gattung der Vogelbeckendinosaurier (Ornithischia) aus der Gruppe der Pachycephalosauria.
Mit einer geschätzten Länge von 0,5 bis 1 Meter ist Micropachycephalosaurus der kleinste unter den Pachycephalosauriern. Allerdings sind bislang nur Teile des Unterkiefers sowie einzelne Knochen des Körperskelettes bekannt. Diese spärlichen Funde lassen zwar eine Zugehörigkeit zu den Pachycephalosauriern erkennen, eine genauere Einordnung ist jedoch nicht möglich. Deshalb wurde er lange als Pachycephalosauria incertae sedis oder gar als nomen dubium gelistet. In einer späteren Arbeit wurde festgestellt, dass die Gattung zwar valide sei, mangels eindeutiger diagnostischer Merkmale jedoch nicht klar zu den Pachycephalosauriern gestellt werden kann und daher als Cerapoda incertae sedis zu behandeln sei. Nach Studien aus dem Jahr 2011 ist anzunehmen, dass es sich bei Micropachycephalosaurus um einen basalen Vertreter der Ceratopsia handelt.
Die Funde stammen aus der Wangshi-Gruppe in der chinesischen Provinz Shandong und wurden 1978 erstmals beschrieben. Der Gattungsname – einer der längsten aller Dinosaurier – leitet sich von den Wörtern mikros (=„klein“), pachys (=„dick“), kephale (=„Kopf“) und sauros (=„Echse“) ab und bedeutet dementsprechend „kleine Dickkopfechse“. Typusart und einzig bekannte Art ist M. hongtuyanensis. Die Funde wurden chronostratigraphisch auf die Oberkreide (spätes Campanium) datiert, was geochronologisch dem Zeitraum von etwa 76 bis 72 Millionen Jahren entspricht.